# Drukarka mozaikowa

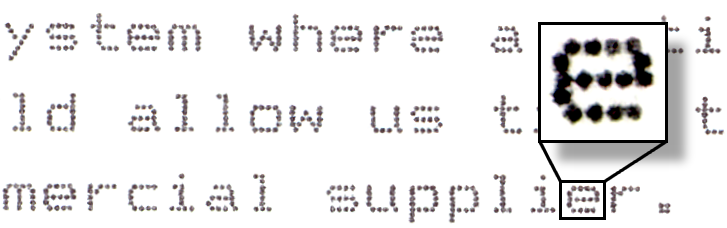
Powiększony fragment wydruku drukarki mozaikowej

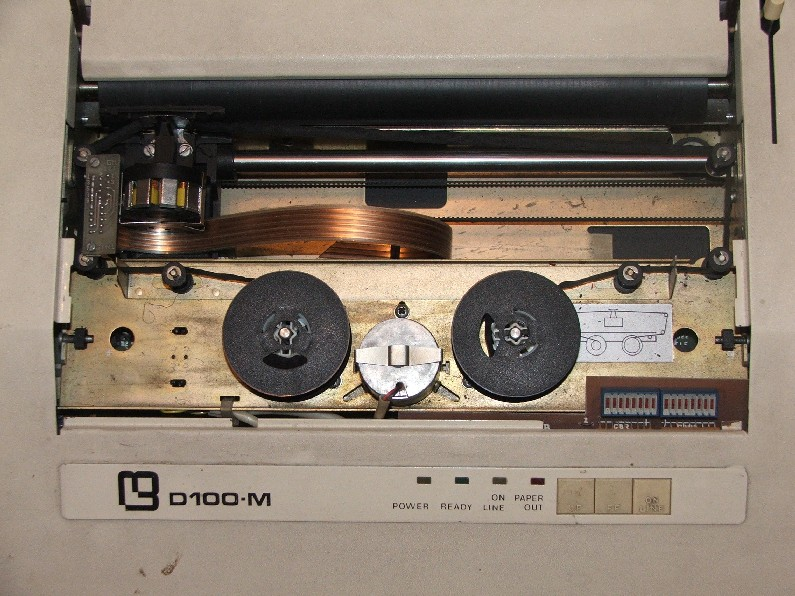
Drukarka mozaikowa D100-M Mera Błonie z taśmą barwiącą na szpuli

Drukarka mozaikowa – rodzaj drukarki komputerowej wykorzystującej głowicę drukującą, która porusza się w przód i w tył albo w górę i w dół względem strony i drukuje poprzez bezpośrednie oddziaływanie na stronę matrycą składającą się z określonej liczby igieł. Ponieważ do drukowania stosowana jest matryca punktowa, to przy jej pomocy można uzyskiwać praktycznie dowolny kształt drukowanych znaków, a nawet tworzyć rozbudowaną grafikę.
Drukarki mozaikowe dzielą się na:
- drukarki termiczne,
- drukarki elektroczułe,
- drukarki igłowe.

## Drukarki igłowe
Drukarki igłowe to niegdyś najpopularniejszy rodzaj drukarki komputerowej. Wykorzystują do drukowania taśmę barwiącą, podobną do tej stosowanej w maszynach do pisania. Jej główną zaletą są niskie koszty eksploatacji i możliwość drukowania kilku kopii na papierze samokopiującym. Najczęściej stosowanym rodzajem papieru jest papier ciągły z obustronną perforacją dla mechanizmu tzw. traktora. Pozwala on na drukowanie np. bardzo długich tabel na jednym arkuszu papieru, bez potrzeby numerowania stron i łatwe składanie takich arkuszy. Do dziś drukarek igłowych często używa się do wydruku np. faktur w sklepach, hurtowniach, magazynach itp.
Najczęściej spotykane są głowice 9-, 24- i 48- igłowe, istnieją także drukarki wielogłowicowe (każda głowica drukuje fragment wiersza). Dość głośne uderzanie głowicy w nośnik, poprzez taśmę, powoduje, że drukarki igłowe należą do najhałaśliwszych spośród spotykanych współcześnie (jeszcze większy hałas podczas pracy wywoływały, nieużywane już dziś, drukarki wierszowe).
Drukarki igłowe są drukarkami tańszymi w eksploatacji niż drukarki atramentowe i drukarki laserowe. Są to ponadto urządzenia z niewielkimi wymogami co do jakości papieru i środowiska pracy. Pozwala to na dodatkowe oszczędności i zastosowania do celów, w których użycie drukarek laserowych byłoby niemożliwe.